# Eemeli Peltonen
Eemeli Peltonen, född 15 september 1994 i Kervo, död 19 augusti 2025 i Helsingfors, var en finländsk politiker (Socialdemokraterna). Han var ledamot av Finlands riksdag sedan 2023.
Peltonen fick 3 486 röster i riksdagsvalet 2019 från Nylands valkrets men blev inte invald. I riksdagsvalet 2023 blev han invald med 5 747 röster.
Peltonen hittades död i Riksdagshuset den 19 augusti 2025. Enligt mediauppgifter begick han självmord.